# Grupo Decisão
O Grupo Decisão foi uma companhia de teatro da cidade de São Paulo fundada por Antônio Abujamra, Antonio Ghigonetto, Berta Zemel, Emilio Di Biasi, Lauro César Muniz, Sergio Mamberti e Wolney de Assis, no ano de 1963.

## Histórico
Antonio Abujamra, depois da sua experiência de estágios na Europa com Jean Vilar, Roger Planchon e Berliner Ensemble, retorna ao Brasil imbuído de todo um teatro popular e épico. Entre os anos de 1961-1962 é convidado por nomes como Cacilda Becker, Teatro Oficina e Carlos Henrique de Escobar Fagundes para direções teatrais, entretanto, as experiências não foram tão bem aceitas pelas criticas na época.
Já no segundo semestre de 1962, começam as primeiras manifestações de Abujamra afim não só da composição do Grupo Decisão, mas também no sentido de organização e ensaios para sua primeira montagem no ano sequente chamado de Sorocaba, senhor!, uma livre adaptação do próprio Antonio Abujamra do texto Fuenteovejuna de Lope de Vega, no antigo Teatro Leolpoldo Fróes, na cidade de São Paulo. 
O Grupo atuou não só em teatros convencionais na cidade de São Paulo, mas também em sindicatos e escolas, tendo como objetivo atingir a classe trabalhadora e o publico estudantil. Foi fundamental para as práticas do Teatro Épico no Brasil, além das denuncias contra um regime totalitário que estava em curso no país. O grupo teve participações rápidas também no Rio de Janeiro e em Porto Alegre. Como a crítica da época não estava habituada com o Teatro épico brechtiano (Bertolt Brecht), o Decisão só conseguiu um destaque a partir do seu 4º espetáculo, no ano de 1964 chamado O inoportuno de Harold Pinter, interpretado por Emilio Di Biasi, Sergio Mamberti e Fauzi Arap sendo substituído posteriormente por Lafayette Galvão.
Com um teatro engajado nas pautas sociais, foram diversos os artistas que passaram pelo grupo, dentre eles estão: Glauce Rocha, Suely Franco, João das Neves, Carlos Vereza, Iracema de Alencar, Ary Toledo, Margarida Rey, Norma Blum, Isolda Cresta, Ary Coslov, entre muitos outros.
Não se sabe ao certo os motivos concretos do fim do Grupo Decisão, que teve seu último espetáculo no ano de 1966-1967. Uma das hipóteses trazidas pelo pesquisador teatral Luiz Campos, autor do livro sobre o grupo, atrela-se a dois motivos: a saída de Antonio Abujamra e as perseguições feitas pela ditadura militar brasileira. 

## Peças
- Sorocaba, senhor! Direção de Antonio Abujamra (1963)
- Terror e miseria do III Reich Direção de Antonio Abujamra (1963)
- Os fuzis da Sra. Carrar Direção de Antonio Ghigonetto (1963)
- O Inoportuno Direção de Antonio Abujamra (1964)
- O Patinho Torto Direção de Antonio Ghigonetto (1964)
- Saravá Direção de Nelson Xavier (1964)
- Electra Direção de Antonio Abujamra (1965)
- Preversão Direção de Antonio Abujamra (1965)
- Tartufo Direção de Antonio Abujamra (1966)
- Knack, a bossa da conquista Direção de Antonio Ghigonetto (1966)

## Formação Inicial
- Antonio Abujamra
- Antonio Ghigonetto
- Berta Zemel
- Emílio Di Biasi
- Lauro César Muniz
- Sérgio Mamberti
- Wolney de Assis